# 瓦官寺
瓦官寺又称瓦棺寺，始建于东晋兴宁二年（364），为南京地区最古老的佛寺之一。瓦官寺历经多次兴废，建筑早已无存。2003年重建的瓦官寺位于南京市秦淮区门西花露北岗12号。

## 历史
因庙址原为官府管理陶业之处而得名。南朝宋元嘉十六年（439）因传有异鸟飞临，被官府认定为凤凰栖息之宝地，故置凤凰台。智者大师曾于陈光大元年（567）至太建七年（575）居于瓦官寺，并在此创宏禅法，为创立天台宗做了重要的理论准备，因此瓦官寺也被尊为天台宗的祖庭。
唐朝时，寺中有维摩诘画像碑。有传建寺之初，顾恺之曾为瓦官寺画维摩诘画像。杜甫曾游历此寺，求维摩图样志。南唐昇元年间，改寺名为升元寺。北宋太平兴国年间，又改为崇胜戒坛。
明朝初年瓦官寺废，一半为魏国公徐达族园，一半为骁骑卫仓。明朝中后期，瓦官寺得到复建，又分为上、下两寺。下寺为嘉靖时由积庆庵改建（非原瓦官寺址），上寺为万历十九年（1591）僧圆梓募资所建。上寺后改称凤游寺，清代原址建有妙悟庵，2003年于妙悟庵基址上重建瓦官寺，分山门、玉佛殿和智者大师纪念堂三进，面阔均为三间。下寺於1958年拆除，原址在今南京益棉厂内。